# Bengt Gustafsson (läkare)
Bengt Erik Gustafsson, född 9 augusti 1916 i Malmö, död 6 januari 1986, var en svensk läkare.
Gustafsson disputerade på en avhandling om uppfödning av djur i bakteriefri miljö 1948, blev medicine licentiat vid Lunds universitet 1956, medicine doktor 1956, var docent i histologi i Lund 1948-1961, blev 1961 professor i medicinsk symbiosforskning vid Karolinska institutet.
Han var gästprofessor vid National Institutes of Health i Washington 1959, sekreterare vid Statens medicinska forskningsråd från 1963, ordförande i forskningsnämnden inom Riksföreningen mot cancer från 1965.
Han invaldes i Vetenskapsakademien 1968, och promoverades till odontologie hedersdoktor i Malmö 1959. Han publicerade ett flertal skrifter i medicin och odontologi.